# Raoul Villain

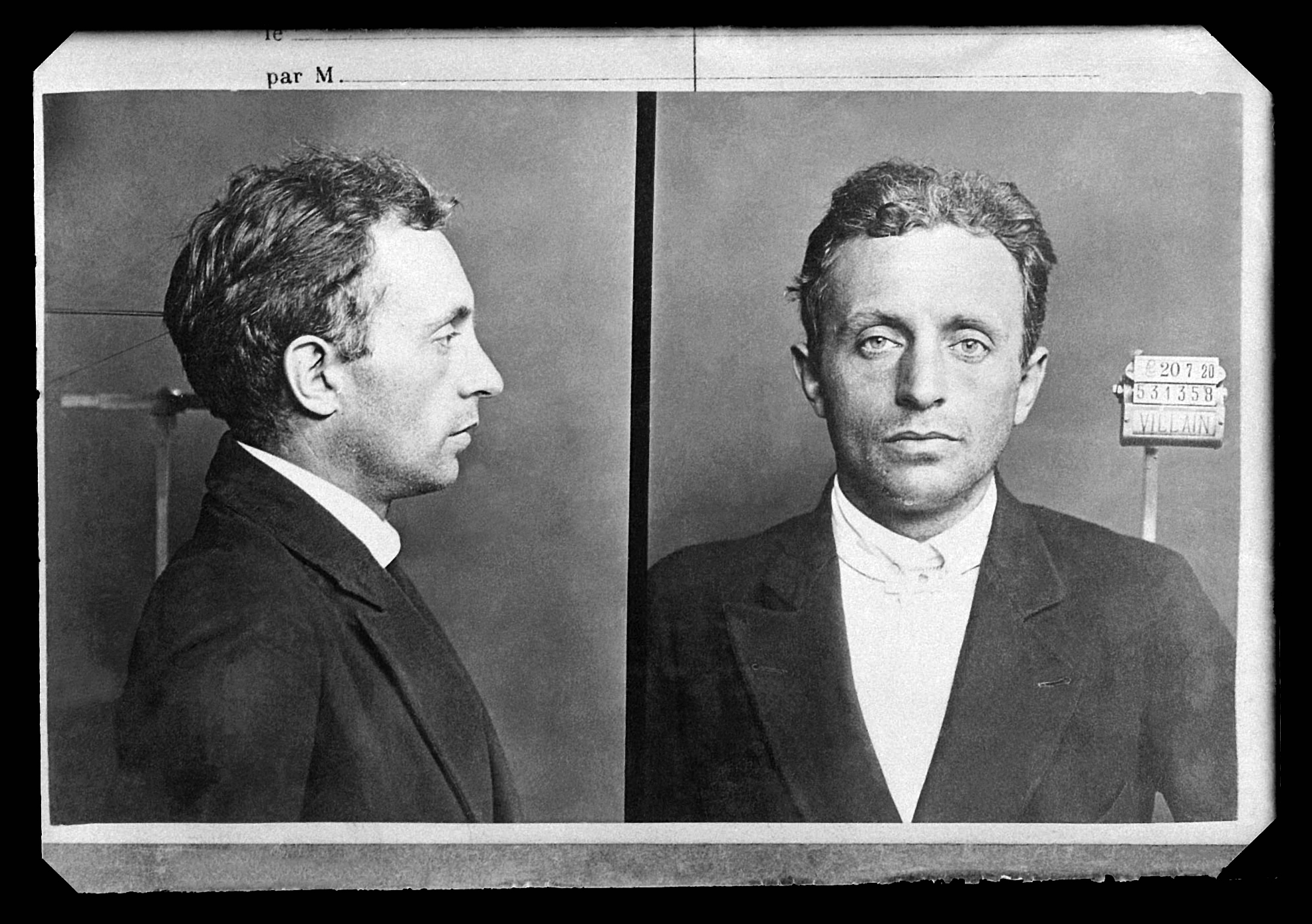
Raoul Villain

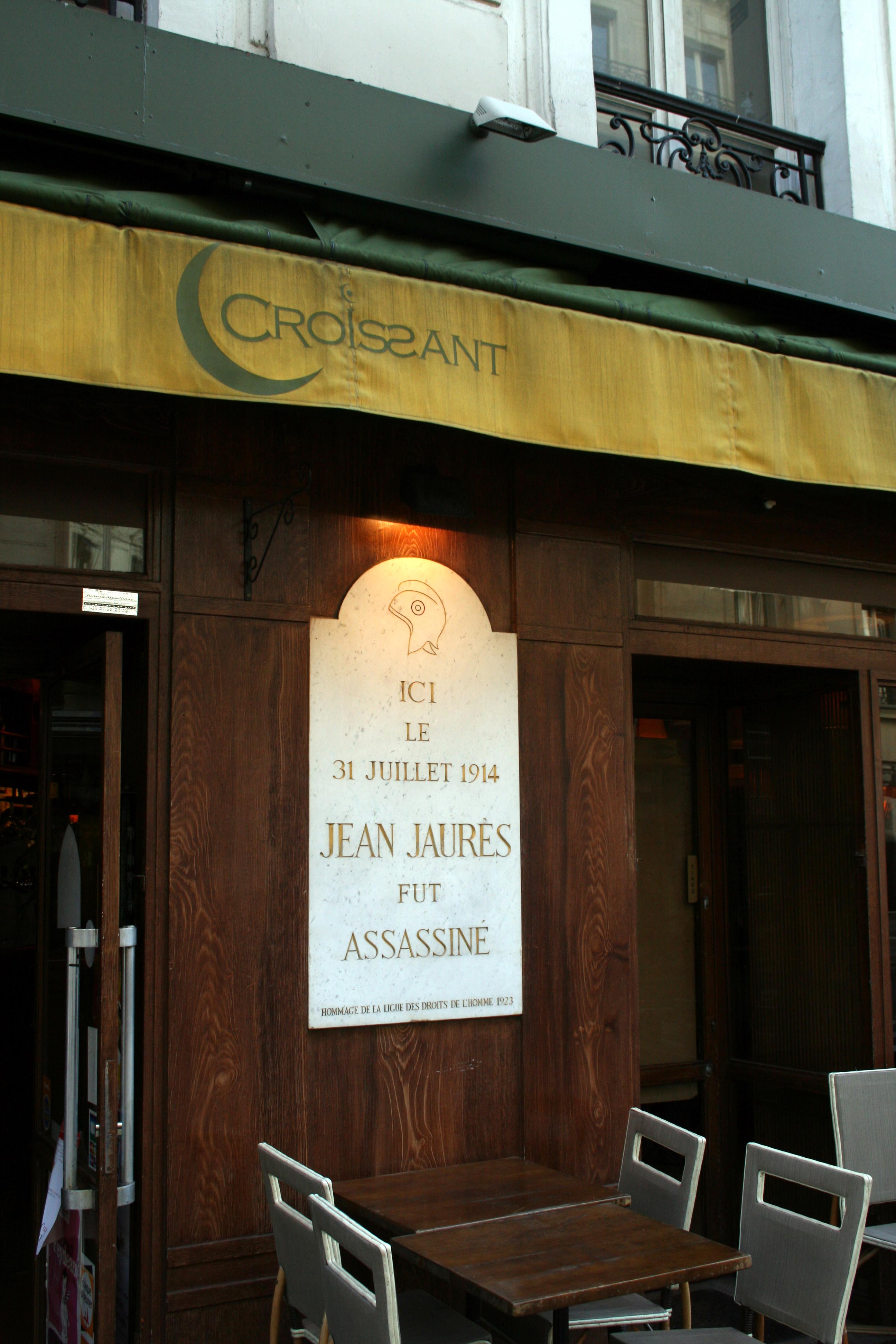
Placa no Café du Croissant, onde Jean Jaurès foi assassinado por Villain.

Raoul Villain (1885-1936) foi o assassino do líder socialista francês, Jean Jaurès.

## Biografia
Villain era membro da Liga de jovens amigos da Alsácia-Lorena - um grupo de estudantes nacionalistas que defendia a reconquista daquelas regiões francesas, perdidas na Guerra Franco-Prussiana. Por isso, eram favoráveis à guerra contra a Alemanha, que se avizinhava, entendendo que ela ofereceria a oportunidade da França retomar o que perdera no passado.
A pregação de Jaurès contra a guerra, há de ter sido a causa que motivou Villain a assassiná-lo.
Por volta das 21:40 do dia 31 de julho de 1914, através de uma janela aberta, Villian disparou dois tiros contra a cabeça do político socialista, que se encontrava no interior do "Café du croissant", na esquina da rua Montmartre com a rua Du Croissant.
O assassino foi mantido encarcerado, sem julgamento, durante toda a Primeira Guerra Mundial. Em 29 de março de 1919, sob um clima de euforia patriótica pela vitória francesa na guerra, foi absolvido pelo júri, sendo que a viúva de Jaurès ainda teve que pagar as custas do processo.
Indignado, Anatole France escreveu: 
"Trabalhadores! Jaurès viveu para vocês, morreu por vocês. Este veredito monstruoso proclama que o seu assassinato não é um crime. Este veredito põe fora da lei, vocês e todos os que defendem a vossa causa."
Houve manifestações populares de protesto e, temendo represálias, Villan refugiou-se em Ibiza, nas Ilhas Baleares (Espanha).
Em 19 de março de 1936, durante a Guerra Civil Espanhola, o assassino de Jaurès foi fuzilado pelos republicanos, acusado de espionagem em favor de Francisco Franco.